# Philoxenos von Eretria
Philoxenos von Eretria (altgriechisch Φιλόξενος) war ein antiker Maler des späten 4. Jahrhunderts v. Chr.
Über Philoxenos ist nur wenig überliefert. Nach Plinius (naturalis historia 35, 110) war er ein Schüler des Nikomachos und Zeitgenosse Alexanders des Großen, dessen Sieg über Dareios III. er in einem Gemälde festgehalten haben soll, das vielleicht als Vorlage für das in Pompeji gefundene Alexandermosaik diente. Laut Plinius malte er auch eine Darstellung dreier Satyrn. Ferner lässt sich eine Jagdszene in Palermo eventuell Philoxenos zuordnen.